# Cryptocarya lancifolia
Cryptocarya lancifolia là loài thực vật có hoa trong họ Nguyệt quế. Loài này được A.C.Sm. miêu tả khoa học đầu tiên năm 1936.